# Katrin Beinroth
Katrin Beinroth, verheiratete Simper (* 15. September 1981 in Celle; † 23. Juni 2020), war eine deutsche Judoka (4. Dan). Sie war Trainerin beim JudoTeam Hannover und kämpfte in der Judo-Bundesliga für den UJKC Potsdam. Mit einem Gewicht von etwa 115 kg kämpfte sie in der Gewichtsklasse Schwergewicht (über 78 kg).

## Privates
Beinroth legte 2001 ihr Abitur an der Humboldtschule Hannover ab. Sie studierte Lehramt mit den Fächern Deutsch und Chemie. Sie war seit August 2013 verheiratet und trug den Ehenamen Simper. Sie starb am 23. Juni 2020 im Alter von 38 Jahren.

## Karriere
Ihre Anfänge mit Judo machte Beinroth 1988 beim TuS Celle, ehe sie 1995 zum MTV Celle wechselte. Nach einem weiteren Wechsel im Jahre 1998 zum TuS Hermannsburg, bei dem sie unter anderen von Sven Loll betreut wurde, begann ihre Karriere mit einem dritten Platz bei den Deutschen Juniorenmeisterschaften (U20). 1999 gelang Beinroth der erste Platz bei den Juniorenmeisterschaften, sowie eine Silbermedaille bei der U20-Europameisterschaft in Rom. Bei den deutschen Einzelmeisterschaften wurde sie hinter Sandra Köppen und Katja Gerber Dritte. Im darauf folgenden Jahr konnte sie ihren Juniorentitel verteidigen und gewann erstmals die deutschen Einzelmeisterschaften. Im Jahre 2001 erfolgte der Wechsel zum JudoTeam Hannover, im darauf folgenden Jahr bremste sie eine Schulterverletzung.
2003 wurde das erfolgreichste Jahr in Beinroths aktiver Karriere. Sie gewann zum zweiten Mal die deutschen Meisterschaften und wurde für die Europameisterschaften 2003 in Düsseldorf drei Wochen vor dem Turnier, wegen einer Verletzung von Katja Gerber, einberufen. Dabei errang sie in der offenen Klasse gegen die Russin Irina Rodina, für sie selbst überraschend, die Goldmedaille. Im gleichen Jahr trat sie bei den Weltmeisterschaften in Osaka an, verlor jedoch in der ersten Runde der Offenen Klasse gegen die niederländische Halbschwergewichtlerin Claudia Zwiers.
Bei ihren zweiten Europameisterschaften, 2004 in Bukarest, gewann sie die Bronzemedaille im Schwergewicht, indem sie im kleinen Finale gegen die Russin Elena Iwatschenko gewann, und konnte ihren Titel in den deutschen Meisterschaften verteidigen. 2005 konnte sie ihre Leistung wiederholen. Bei den Europameisterschaften in Rotterdam schied sie gegen die Russin Tea Dongusaschwili aus, bezwang jedoch im kleinen Finale die Französin Anne-Sophie Mondière vorzeitig und erreichte erneut den dritten Platz. Bei den deutschen Meisterschaften in Wuppertal gelang Beinroth ihr vierter und letzter Titelgewinn. Bei der WM-Teilnahme im gleichen Jahr in Kairo erreichte sie nur die zweite Runde, in der sie gegen die Venezolanerin Giovanna Blanco im Schwergewicht verlor. 2006 erreichte sie den dritten und 2007 sowie 2008 den zweiten Platz in den deutschen Meisterschaften.

## Sportliche Erfolge
- deutsche Meisterin: 2000, 2003, 2004, 2005.
- Europameisterin: 2003.
- EM-Bronze: 2004, 2005.